# Rio Branco
Rio Branco è la città più grande e la capitale dello Stato
brasiliano dell'Acre. Sorge sulle rive del Rio Acre.
In questa città sono fiorenti il commercio della gomma, del legname e delle piante medicinali. La città ebbe origine quando il seringalista Neutel Maia giunse con la sua famiglia e altri lavoratori nella regione alla fine del 1882, per estrarre il caucciù dagli alberi della foresta. Maia aprì un nuovo seringal sul banco sinistro del Rio Acre con il nome Seringal Empresa. Rio Branco è in una posizione strategica, a circa 2 ore in linea d'aria da Manaus, ed è vicino ai centri eco-turistici di Cuzco, Pucalpa e Puerto Maldonado, oltre che alle metropoli boliviane di La Paz e Cochabamba. L'aeroporto internazionale di Rio Branco collega la città con molte altre città del Brasile.

## Geografia fisica

### Clima
Il clima nella città è di tipo equatoriale e tropicale in cui non c'è stagione secca, e in ogni mese la precipitazione raggiunge i valori di almeno 60 mm. Attorno alla città vi è la vasta foresta tropicale dell'Amazzonia.

## Economia
Il PIL per la città era R$ 2.371.307.000 nel 2005.
Il guadagno pro capite nella città era R$ 7.756 nel 2005.

## Educazione
Il portoghese è la lingua ufficiale dello Stato e la lingua principale di educazione nelle scuole. L'inglese e lo spagnolo vengono insegnate come lingue secondarie.

### Collegi e università
- Universidade Federal do Acre (Ufac);
- Faculdade da Amazônia Ocidental (Faao);
- Faculdade de Ciências Jurídicas e Sociais Aplicadas Rio Branco (Firb);
- Instituto de Educação, Ciência e Tecnologia do Vale do Juruá (Ieval);
- Instituto de Ensino Superior do Acre (Iesacre);
- União Educacional do Norte (Uninorte).

## Infrastrutture e trasporti
L'Aeroporto Internazionale di Rio Branco si trova in una zona rurale della città. Aperto il 2 novembre 1999, fu inaugurato a 22 km di distanza dal precedente aeroporto. Può ospitare fino a 270.000 passeggeri all'anno. L'aeroporto permette di usufruire di voli all'interno della nazione e internazionali, assieme all'assolvimento di compiti di natura militare e generale.

## Attività sportive
Rio Branco possiede diversi stadi:
- Arena da Floresta
- José de Melo
- Federação Acreana de Futebol
- Dom Giocondo Maria Grotti
- Adauto de Brito

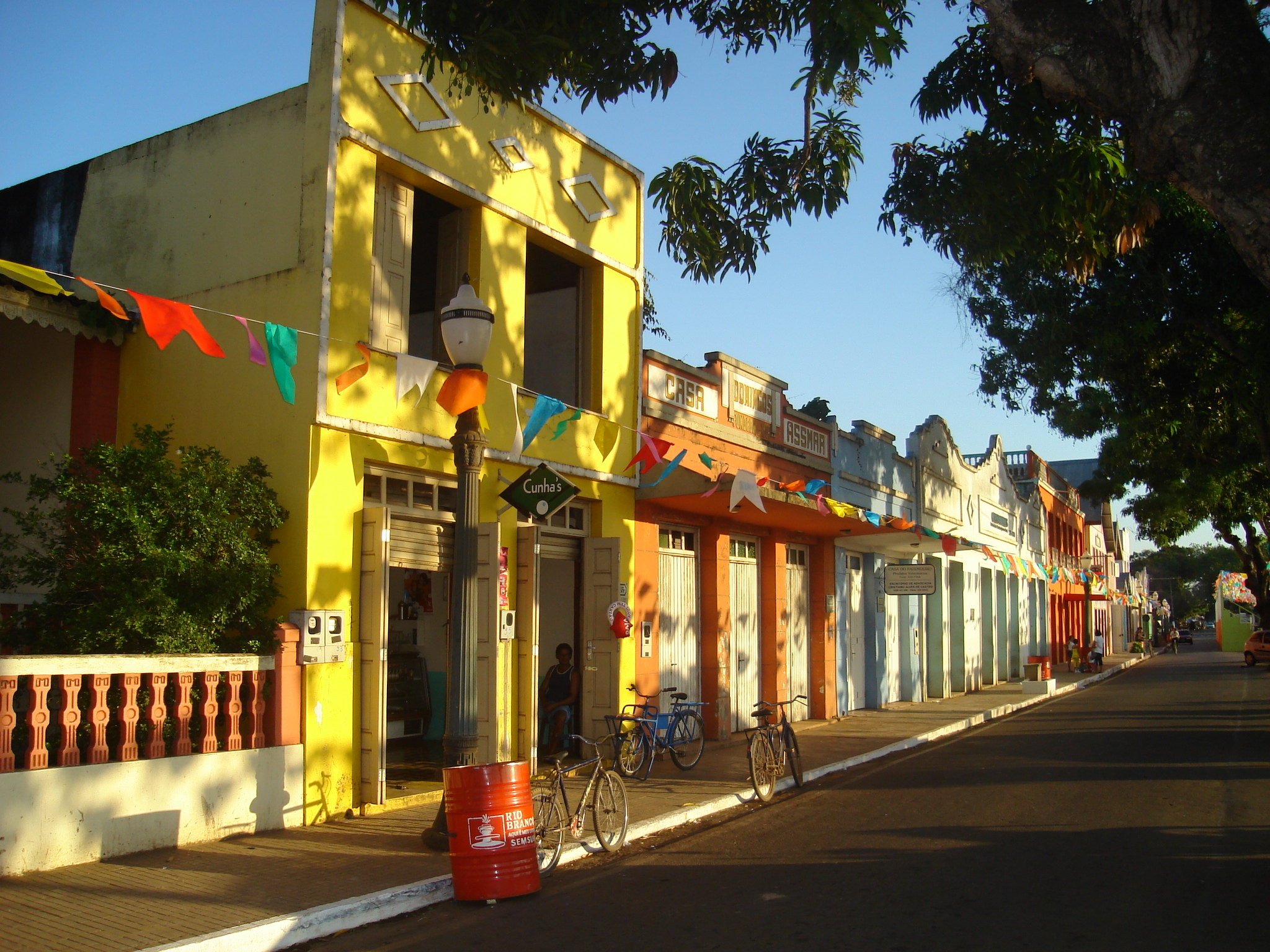
Rio Branco, Brasile
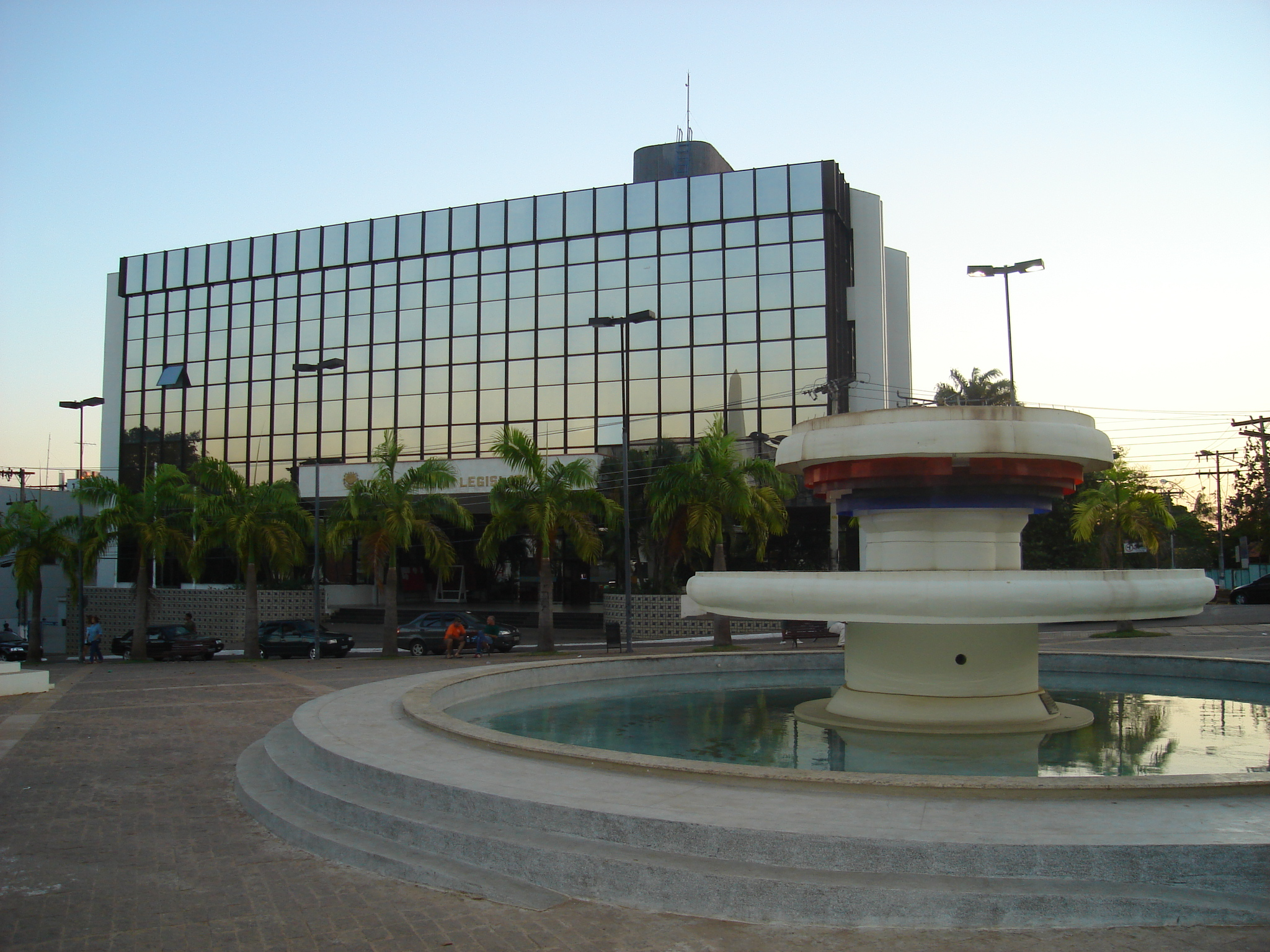
Rio Branco
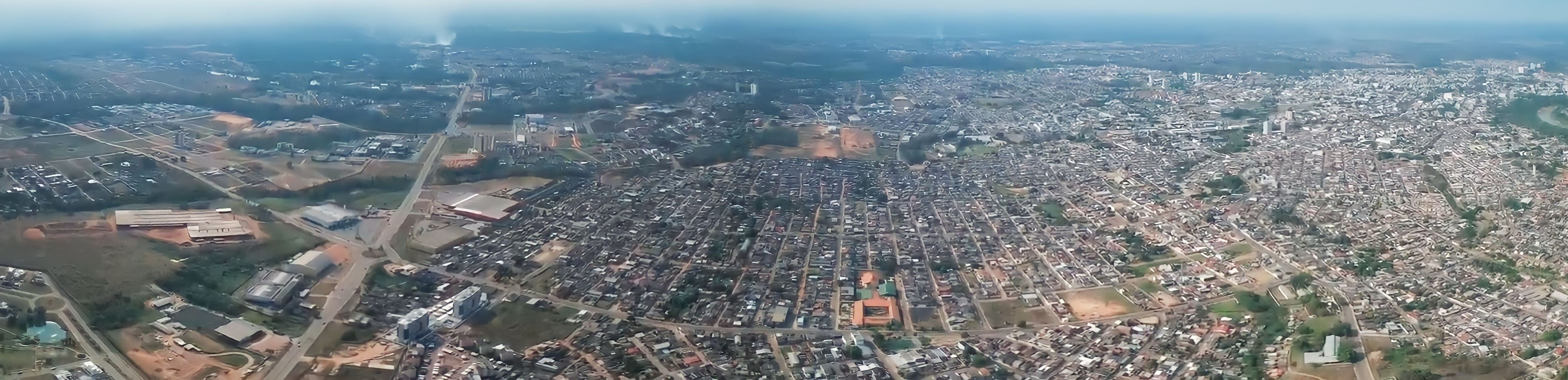
Rio Branco, Brasile
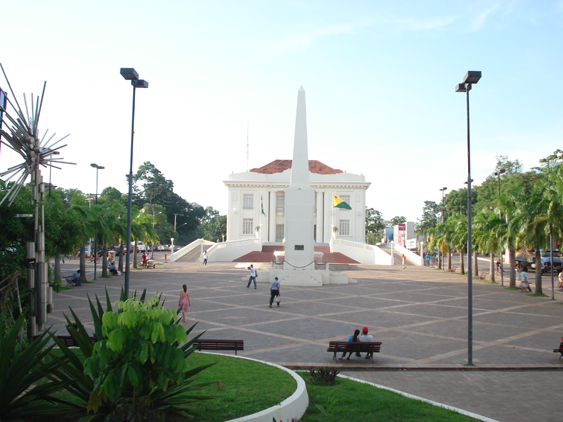
Rio Branco è il centro di educazione più importante dello stato dell'Acre
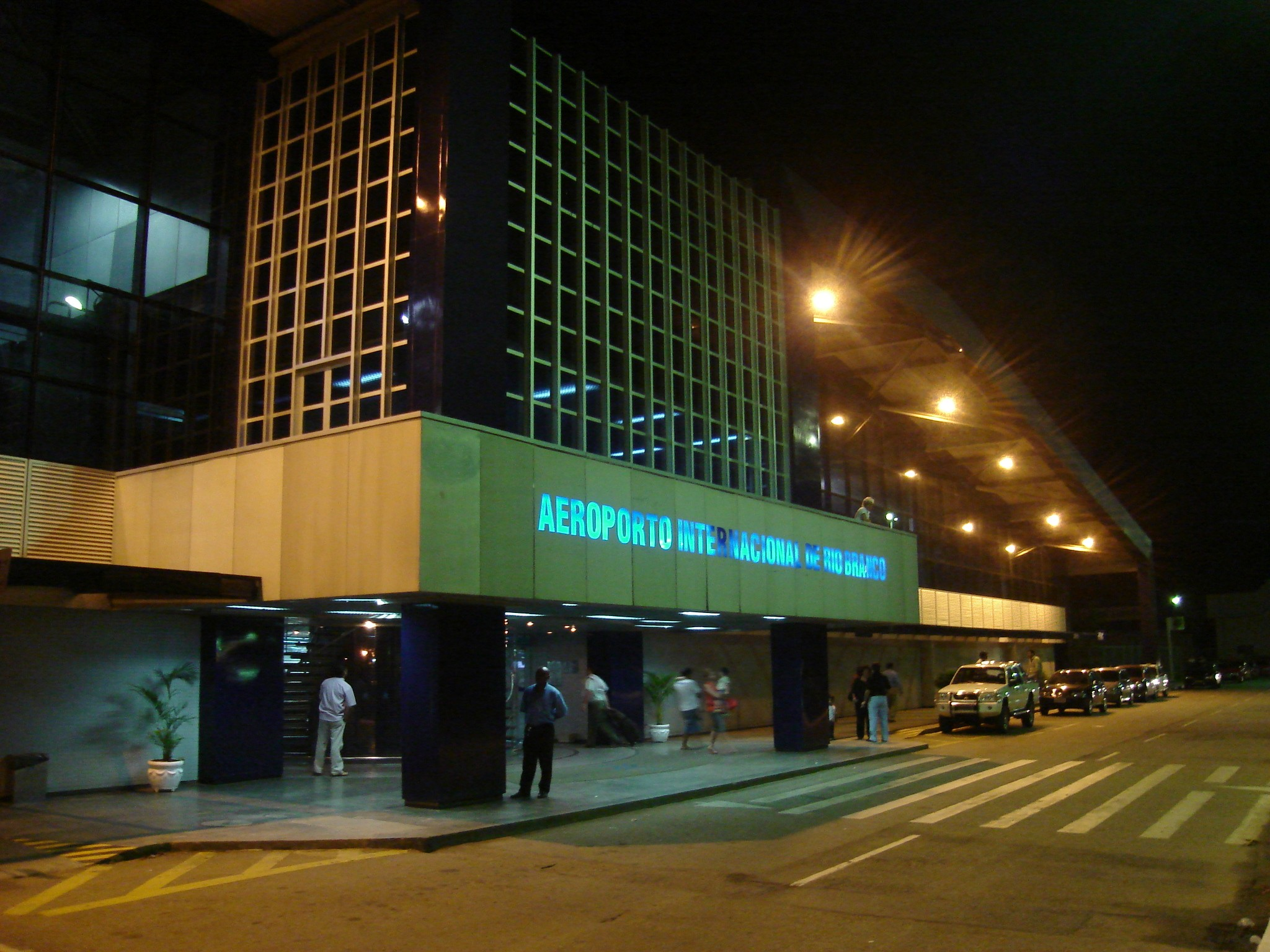
L'aeroporto di Rio Branco.